# George C. Williams
George Christopher Williams (12 mei 1926 - 8 september 2010) was een Amerikaans hoogleraar en evolutiebioloog.
Williams was professor emeritus in de biologie aan de Staatsuniversiteit van New York, gelegen in Stony Brook. Hij stond bekend om zijn kritiek op groepsselectie. In zijn eerste boek, Adaptation and Natural Selection, stelde hij dat adaptatie een ingewikkeld proces is, dat op individueel niveau tot uitdrukking komt. In latere werken ging hij hier nog verder op in, wat leidde tot een op het gen gerichte visie van evolutie. Hij stond tevens bekend om zijn onderzoek naar de evolutie van seks en naar de evolutie van veroudering. Williams was een tegenstander van 'pan-adaptationism', het idee dat iedere eigenschap adaptief is. Volgens Williams is niet samenwerking maar competitie de overheersende factor in evolutie. Later stelde hij dat er twee aspecten in evolutie onderscheiden kunnen worden: informatie en materie en dat informatie opgeslagen in genen belangrijker is dan de materiële drager van die informatie.
Williams ontving een PhD in biologie van de Universiteit van Californië in Los Angeles in 1955. Hij won de Crafoordprijs voor Biowetenschappen samen met Ernst Mayr en John Maynard Smith in 1999.
Hij is tevens een voorvechter van de evolutionaire geneeskunde.
Zijn boek Plan and purpose in nature (1996) is in het Nederlands vertaald als De natuur als ontwerper (1997).